# Olin Browne
Olin Browne (* 22. Mai 1959 in Washington, D.C.) ist ein US-amerikanischer Profigolfer der Champions Tour und väterlicherseits chilenischer Abstammung.
Er machte 1981 seinen Abschluss am Occidental College, wo er erst im Alter von 19 Jahren mit dem Golfsport begonnen hatte, und wurde im Jahr 1984 Berufsgolfer.
Nach vielen Jahren auf zweitgereihten Turnierserien mit insgesamt vier Siegen, konnte Browne im Jahre 1998 seinen ersten großen Titel auf der PGA Tour gewinnen. Ein Jahr später schaffte er den zweiten Erfolg und 2005 gelang ihm der Sieg bei der Deutsche Bank Championship gegen starke Konkurrenz.
Seit Mai 2009 ist Browne auf der Champions Tour spielberechtigt und 2011 errang er dort seinen ersten Major-Titel mit dem Gewinn der US Senior Open.

## PGA TOUR Siege
- 1998 Canon Greater Hartford Open
- 1999 MasterCard Colonial
- 2005 Deutsche Bank Championship

## Champions Tour Siege
- 2011 U.S. Senior Open
- 2015 Greater Gwinnett Championship

Major Championship ist fett gedruckt.

## Andere Turniersiege
- 1991 Ben Hogan Bakersfield Open, Ben Hogan Hawkeye Open (beide Ben Hogan Tour)
- 1993 NIKE Monterrey Open (Nike Tour)
- 1996 NIKE Dominion Open (Nike Tour)

## Resultate bei Major Championships
| Tournament        | 1994 | 1995 | 1996 | 1997 | 1998 | 1999 |
| ----------------- | ---- | ---- | ---- | ---- | ---- | ---- |
| Masters           | DNP  | DNP  | DNP  | DNP  | CUT  | T52  |
| US Open           | T47  | DNP  | T101 | T5   | T43  | CUT  |
| Open Championship | DNP  | DNP  | DNP  | DNP  | DNP  | DNP  |
| PGA Championship  | DNP  | DNP  | DNP  | T53  | T62  | T49  |

| Tournament        | 2000 | 2001 | 2002 | 2003 | 2004 | 2005 | 2006 | 2007 | 2008 | 2009 |
| ----------------- | ---- | ---- | ---- | ---- | ---- | ---- | ---- | ---- | ---- | ---- |
| Masters           | DNP  | DNP  | DNP  | DNP  | DNP  | DNP  | 45   | DNP  | DNP  | DNP  |
| US Open           | DNP  | T24  | CUT  | T59  | DNP  | T23  | CUT  | T45  | DNP  | DNP  |
| Open Championship | DNP  | DNP  | DNP  | DNP  | DNP  | DNP  | DNP  | DNP  | DNP  | DNP  |
| PGA Championship  | DNP  | CUT  | DNP  | DNP  | DNP  | DNP  | T46  | DNP  | DNP  | DNP  |

| Tournament        | 2010 | 2011 | 2012 | 2013 |
| ----------------- | ---- | ---- | ---- | ---- |
| Masters           | DNP  | DNP  | DNP  | DNP  |
| US Open           | DNP  | DNP  | CUT  | DNP  |
| Open Championship | DNP  | DNP  | DNP  | DNP  |
| PGA Championship  | DNP  | DNP  | DNP  | DNP  |

DNP = nicht teilgenommen

CUT = Cut nicht geschafft

„T“ geteilte Platzierung

Grüner Hintergrund für Siege

Gelber Hintergrund für Top 10